# El Allia
El Allia è un comune dell'Algeria, situato nella provincia di Ouargla.